# Aviz consultativ
Un aviz consultativ este o opinie emisă de o instanță judecătorească, un organ administrativ sau o instituție publică, care vizează interpretarea sau aplicarea unei norme juridice într-un context specific. Avizul are un caracter **neobligatoriu** și **nu produce efecte juridice directe**, fiind destinat exclusiv să orienteze sau să clarifice aplicarea dreptului.
De regulă, avizele consultative sunt cerute în situații în care există **incertitudini legale** sau necesitatea unei **interpretări oficiale** a unui text de lege, fără a fi implicată o cauză concretă în fața instanței. Ele pot fi emise, de exemplu:
- de Curtea Constituțională, la cererea Parlamentului sau a Președintelui;
- de comisii electorale, cu privire la desfășurarea alegerilor;
- de instanțe internaționale, cum este Curtea Internațională de Justiție (CIJ), la solicitarea ONU sau a altor organizații internaționale.

Aceste avize pot avea o **puternică influență doctrinară** și pot fi invocate în argumentațiile juridice, însă **nu sunt executorii** și **nu pot fi folosite ca temei unic într-o hotărâre judecătorească**.

## Exemple notabile
- În 1793, Curtea Supremă a Statelor Unite a refuzat să emită un aviz consultativ la cererea Președintelui George Washington, stabilind astfel un precedent pentru separația puterilor în stat.[1]
- Curtea Internațională de Justiție a emis numeroase avize consultative cu privire la chestiuni precum legalitatea declarării independenței Kosovo (2010) sau statutul juridic al zidului de separare construit de Israel (2004).